# 仁答暗沙
，位于南中国海南沙群岛北康暗沙北端，最浅处水深约8米。现为马来西亚实际控制，中华人民共和国和中华民国称对其拥有主权。

## 名稱
美国地名委员会使用的名称为Friendship Shoal（友谊暗沙），马来西亚称为Beting Rentap（仁答暗沙），中国则称盟谊暗沙。
1935年中华民国水陆地图审查委员会审定公布《中国南海各岛屿华英地名对照一览表》，Friendship Shoal被意译为“友谊滩”。1947年中华民国内政部公布《南海诸岛新旧名称对照表》，对南中国海诸岛地名进行了修订，使其听起来更有中国特色，友谊滩改称“盟谊暗沙”。1983年中华人民共和国中国地名委员会公布的《我国南海诸岛部分标准地名》也沿用“盟谊暗沙”的名称。
马来西亚使用的「仁答」（Rentap）之名，来自19世纪的砂拉越伊班族领袖。仁答曾带领伊班族人反抗砂拉越英國白人拉惹政權布洛克王朝，最终于1870年左右逝世。

## 历史
英国东印度公司的苏格兰籍船长、英国皇家学会会员詹姆斯·霍尔斯伯格的《印度指南》，全称《东印度，中国，澳大利亚，好望角及巴西航行与中间港口指南》（India directory, or, Directions for sailing to and from the East Indies, China, Australia, Cape of Good Hope, Brazil, and the interjacent ports）于1836年出版，书中记述了英国友谊号（Friendship）于1804年9月驶往马来西亚巴兰邦岸的途中发现该暗沙，以及苏拉特城堡号（Surat Castle）及皇家夏洛特号（Royal Charlotte）的测量情况，书中第431页摘抄如下：
|  | 友谊号暗沙（Friendship Shoal），呈东北―西南走向，长3―3½里格。1804年9月友谊号（Friendship）驶往巴兰邦岸，在北纬5°52’突然触到4½寻深的暗沙边缘。沿西侧航行，有时就在1海链范围内；东南方向海水很浅，一直到从桅顶能够看到的地方。中午观察暗沙北端，确定方位北纬6°0’，又通过在附近对日月观测，确定东经112°49’。苏拉特城堡号（Surat Castle）及皇家夏洛特号（Royal Charlotte）在1814年10月11日早6时抵近这片暗沙，下锚在4½寻水深的珊瑚礁上，中午通过观测和经线仪，确定方位为北纬5°52’，东经112°34’。但凌晨4时的星宿观测所得纬度更偏向南。这是一块狭长浅滩，边缘水深30―40寻，暗沙中心可能比苏拉特城堡号进入的4½寻水域还要浅：在其西南侧，60寻测深索未探到海床。 |

## 参阅
- 北康暗沙
- 鲁克尼亚暗沙群